# Antoine Gautier (homme politique)
Pour les articles homonymes, voir Antoine Gautier et Gautier.
Antoine Gautier, né le 24 septembre 1798 (3 vendémiaire an 7) à Bordeaux (Gironde) et mort le 3 novembre 1882, est un homme politique français. Il est maire du Bouscat de 1826 à 1830, puis maire de Bordeaux de 1849 à 1860.

## Biographie
Antoine Gautier commence sa carrière politique en 1826, comme maire du Bouscat. Il est révoqué de ses fonctions le 28 juin 1830, puis réintégré en août. Il démissionne peu de temps après et devient conseiller municipal de Bordeaux le 3 septembre 1830.
Antoine Gautier est nommé maire de Bordeaux en 1849 par le ministre de l’Intérieur sur avis du préfet, il doit donc sa nomination à ses réseaux bordelais au sein des « élites locales ». Ainsi, il est soumis à « l'autorité de son ministre de tutelle ». Il est remplacé en 1860, mais il est encore conseiller général de la Gironde (depuis 1852 et jusqu'en 1861). Il fut aussi conseiller d'arrondissement de Bordeaux.
En octobre 1852, Antoine Gautier accueille Louis Napoléon qui lors de son discours envisage de rétablir l'Empire.
En 1853, le préfet Pierre de Mentque organise une commission, présidée par le maire de Bordeaux Antoine Gautier, chargée d'étudier non seulement l'annexion de La Bastide mais aussi de territoires sur la rive gauche (Caudéran, Mérignac, Bègles...). Antoine Gautier refuse finalement le projet préfectoral.
En 1856, Antoine Gautier et son conseil municipal décident de rénover le jardin public de Bordeaux pour créer un parc à l'anglaise. Le maître d'œuvre de l'opération est Charles Burguet, architecte de la ville de Bordeaux de 1850 à 1879.
Le 2 mai 1851, à l'initiative d'Antoine Gautier, le conseil municipal de Bordeaux adopte un projet d'adduction d'eau de la ville. Le 7 juin 1852, Napoléon III déclare d’utilité publique les travaux de conduite et de distribution d’eau envisagés par la municipalité. Les travaux commencent en 1854. En 1858, Antoine Gautier inaugure le premier système d'adduction d'eau de Bordeaux. L'eau est alors captée au Taillan, puis grâce à un aqueduc d'une longueur de 12 kilomètres, l'eau est stockée rue Paulin dans un réservoir de 22 000 m3 avant de desservir les fontaines de la ville. En 1857 sont installées, allées de Tourny,  deux fontaines identiques, les fontaines de Tourny. Celles-ci sont démontées dans les années 1960. Une de ces fontaines a été installée à Québec et l'autre à Soulac-sur-Mer.
À la fin de son mandat, Antoine Gautier autorise l'implantation d'une borne zéro, place Gambetta devant l'immeuble du numéro 10, portant l'inscription « Origine du bornage ». Cette borne est toujours visible et marque l'emplacement du centre de Bordeaux avant son annexion à Caudéran.

## Mémoire
Un boulevard de Bordeaux porte le nom d'Antoine Gautier.